# Московское городское общество коллекционеров
Московское городское общество коллекционеров (МГОК), первоначально Московское городское общество коллекционеров-филателистов, — первая послевоенная общественная организация, объединявшая коллекционеров Москвы и других регионов СССР. Было создано в 1957 году, в 1966 году преобразовано в Московское отделение Всесоюзного общества филателистов (ВОФ), ныне — Союз московских филателистов.

## Основание Общества
|  |

Во второй половине 1950-х годов, во время подготовки к VI Всемирному фестивалю молодёжи и студентов в Москве и сопутствовавшей ему большой Международной филателистической выставке, среди ряда видных коллекционеров Москвы, преимущественно филателистов, группировавшихся ранее при различных клубах, родилась идея создания городского общества коллекционеров.
Незадолго до молодёжного фестиваля, открывшегося 28 июля 1957 года, идея была поддержана Московским городским Советом депутатов трудящихся: 31 мая 1957 года было принято решение его Исполкома за № 28/27 о создании Московского городского общества коллекционеров-филателистов и утверждении его Устава.
|  |

23 марта 1958 года состоялась учредительная конференция общества. На ней в отчётном докладе председателя оргкомитета Московского городского общества коллекционеров (так с этого времени стало называться Общество) А. Р. Судакова были подведены итоги осуществлённой работы, намечены перспективы дальнейшего развития, а также принят проект Устава Общества, в основу которого лёг временный Устав.
Руководителем МГОК был избран Л. Л. Лепешинский. Общество располагалось на пятом этаже здания по адресу: Москва, К-9, улица Горького, 12.

## Устав и задачи МГОК
Во временном Уставе создаваемого Общества, утверждённом Исполкомом Моссовета в мае 1957 года, отмечалось, что МГОК объединяет коллекционеров в области филателии, нумизматики, бонистики, филумении и филокартии в целях широкого использования предметов коллекционирования для повышения общеобразовательного и культурного уровня трудящихся, особенно молодёжи. Эта формула сохранялась на всём протяжении деятельности общества, в том числе и в различных редакциях его последующих Уставов, принятых в 1958 и 1959 годах.
В связи с тем, что МГОК в послевоенное время было первой самостоятельной общественной организацией коллекционеров, в его состав в качестве полноправных членов могли на первых порах, согласно временному Уставу, а затем и по Уставу 1958 года, вступать коллекционеры из всех регионов СССР.
Согласно принятому на конференции 1958 года Уставу, как и в его временном варианте, основными задачами Общества коллекционеров являлись:
- Пропаганда коллекционирования, как одного из видов общественно полезной деятельности, сочетающей разумный отдых с расширением кругозора трудящихся;
- Оказание практической помощи музеям и другим организациям и культурным учреждениям в их работе с коллекциями (путём консультаций и экспертных заключений, представления материалов и экспонатов);
- Содействие повышению познавательного и художественного уровня советских почтовых марок и других видов промышленной графики малых форм;
- Укрепление дружеских связей с трудящимися других стран, объединённых в группы и общества коллекционеров.

На конференции возрастной ценз был снижен до 16 лет, отменена обязательная рекомендация члена Общества при вступлении в группы юных коллекционеров, установлена ежегодная периодичность созыва конференций. Однако уже на следующей конференции МГОК вновь вернулись к двухлетней периодичности.

Клубные конверты Московского городского общества коллекционеров
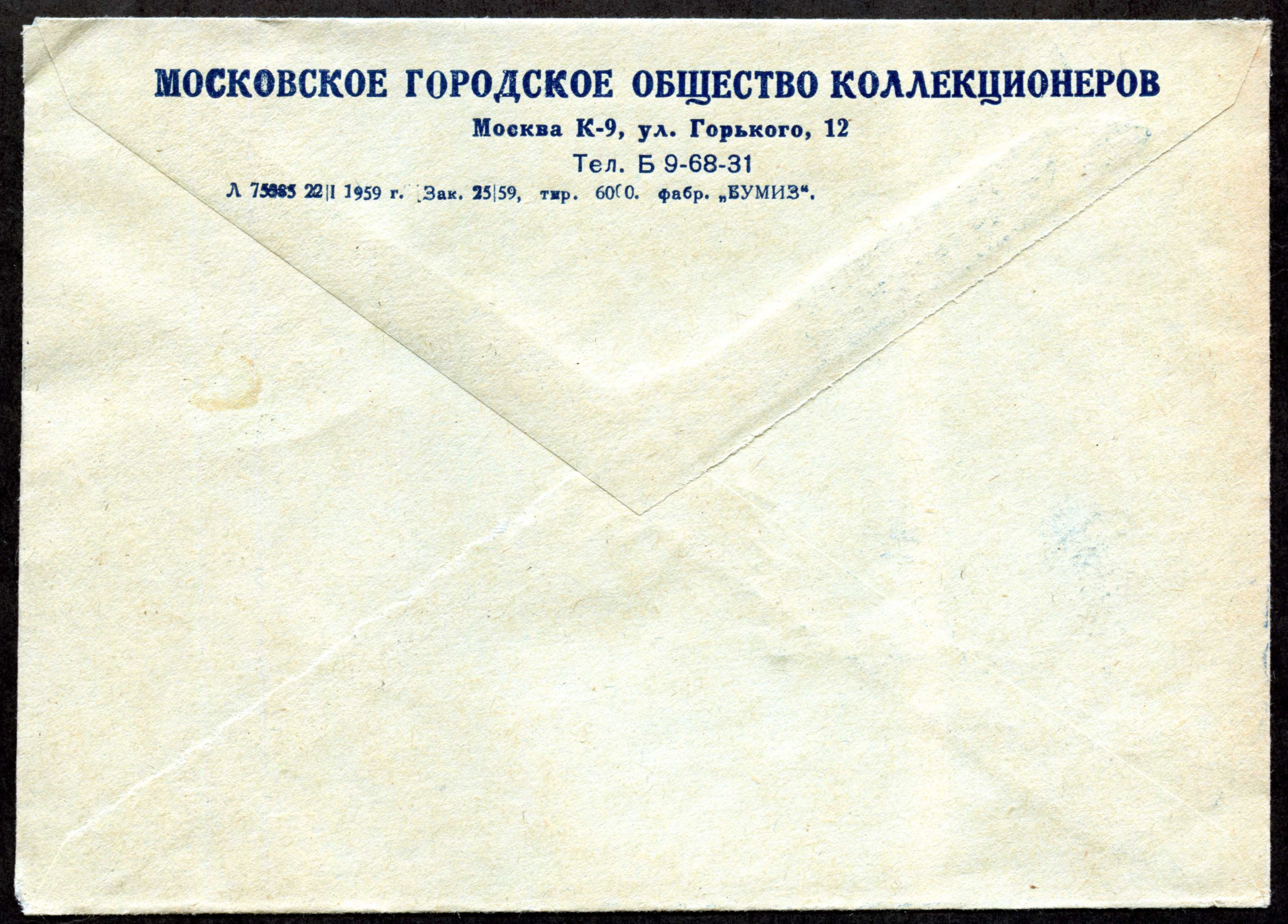
Обратная сторона конверта (1959)
Конверт к годовщине фотографирования станцией «Луна-3» обратной стороны Луны со спецгашением от 7 октября 1960 года на марках СССР 1959 года (ЦФА [АО «Марка»] № 2415—2416)

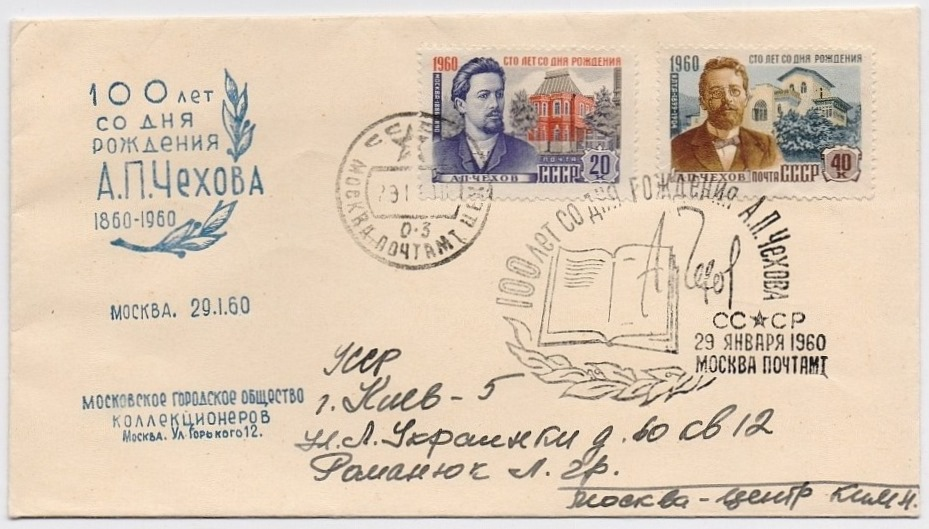
Конверт в честь 100-й годовщины со дня рождения А. П. Чехова со спецгашением от 29 января 1960 года и юбилейными марками СССР 1960 года

## Печатные издания
Первоначально своего специального печатного органа у МГОК не было. В 1957 году был выпущен один номер бюллетеня «Московский коллекционер» (под редакцией Андрея Дьячкова). МГОК использовало периодическую печать, в первую очередь журнал «Советская книжная торговля», который под рубриками «Уголок филателиста» и «Уголок коллекционера» печатал материалы общества. Только в 1958—1959 годах в этом журнале было помещено более 50 статей и заметок, посвящённых коллекционированию.
В 1963—1965 годах Общество издавало сборник «Советский коллекционер».

Секция бонистов в День коллекционера, 31 мая 1964 года. Сокольники, Москва

## Проведение Дня коллекционера
В память об организации МГОК в конце мая 1957 года ежегодно в это же время в Обществе проводился День коллекционера. В первый раз это событие было отмечено 25 мая 1958 года, и к нему были приурочены специальный конверт Общества и спецгашение. На специальном почтовом штемпеле, выполненном красной краской, был нарисован контур территории СССР и начертаны слова «ДЕНЬ КОЛЛЕКЦИОНЕРА. СССР. МОСКВА. 250558». На конверте были отпечатаны надписи «ВСТУПАЙТЕ В ЧЛЕНЫ МОСКОВСКОГО городского общества КОЛЛЕКЦИОНЕРОВ-ФИЛАТЕЛИСТОВ» и «Адрес Общества: Москва, ул. Горького, 12, 5-й этаж. Тел. Б-9-68-31».

## Последующая деятельность
К 1964 году Общество объединяло более 4 тысяч коллекционеров из разных городов Советского Союза, среди которых преобладали работники умственного труда. Кроме филателистов, в него входили другие собиратели. В частности, 25 сентября 1957 года была создана секция нумизматов и бонистов. 15 ноября 1959 года, в соответствии с Уставом Московского городского общества коллекционеров, было принято решение создать отдельный кружок бонистов МГОК, который 22 апреля 1961 года был преобразован в самостоятельную секцию МГОК. В Обществе также состояли любители художественных открыток, медалей, значков, спичечных этикеток, экслибрисов, однако более всего были представлены филателисты — около 90 % членов.
Филателистическая секция была не только самой многочисленной, но и самой активной секцией МГОК. Она имела опорные пункты во многих московских профсоюзных и других общественных клубах, в том числе во Дворце культуры имени Горбунова, Доме культуры имени М. Горького, Центральном доме культуры работников коммунального хозяйства имени Зуева, Доме культуры «Красная звезда», Доме учёных, Центральном доме Советской Армии (ЦДСА), Центральном доме работников Госплана СССР. Секция проводила регулярные выставки в Москве, например, в 1962 году их было четыре:
- выставка, посвящённая советско-польской дружбе (совместно с Союзом польских филателистов, январь);
- выставка в честь первой годовщины полёта Юрия Гагарина в космос (в ЦДСА, апрель);
- выставка, посвящённая советско-германской дружбе (совместно с Объединением филателистов ГДР, во Дворце культуры МГУ, май);
- традиционная выставка в честь Дня коллекционера (в Центральном парке культуры и отдыха имени М. Горького, июнь).

В том же 1962 году члены МГОК достойно участвовали в международной филателистической выставке «Ленин и его идеи» в Польше и во Всемирной филателистической выставке «Прага 1962» в Чехословакии, завоевав на них многочисленные награды.
Тематическая филателия получила значительное признание и распространение среди членов Общества в лице кружков спортивной и космической филателии, а коллективная коллекция последнего была удостоена бронзовой медали на выставке «Прага 1962».

Клубный конверт Московского городского общества коллекционеров со спецгашением от 12 апреля 1962 года в честь Дня космонавтики на марке СССР 1961 года

На выставках МГОК 1962 года были также представлены небольшие разделы по филумении, нумизматике и бонистике, а секция филуменистов организовала первую специальную выставку спичечных этикеток и персональную выставку экслибрисов В. М. Богданова.
В первой половине 1963 года были проведены ещё три выставки МГОК, в том числе в честь Дня коллекционера.
Одной из важных форм работы МГОК была организация бесед и лекций в рабочих клубах, парках, школах и библиотеках Москвы, которые были посвящены темам филателии, а также филокартии. Эта пропагандистская деятельность рассматривалась в контексте коммунистического воспитания советского народа, и не случайно статья председателя правления МГОК Л. Лепешинского, открывавшая в 1963 году первый выпуск ежегодника «Советский коллекционер», называлась «Активно участвовать в коммунистическом воспитании трудящихся!». В этой же статье ставилась задача организации Всесоюзного общества коллекционеров.

## Московское отделение ВОФ
В 1966 году на основе Московского городского общества коллекционеров и ряда филателистических объединений в других городах страны, существовавших с 1957 года, было создано Всесоюзное общество филателистов (ВОФ). При этом МГОК было преобразовано в Московское отделение Всесоюзного общества, с обменом членских билетов Московского общества на единые билеты ВОФ.
К середине 1970-х годов численность организованных филателистов в Москве значительно возросла. В ряде клубов на местах, например, при ЦДСА, ЦДРИ, Доме учёных, увеличение численности привело даже к тому, что в них перестали принимать новых членов либо филателистов «со стороны» (из удалённых районов Москвы).
В настоящее время правопреемником МГОК является Союз московских филателистов.